# Chronicon Altinate
Il Chronicon Altinate ,  o Origo civitatum Italie seu Venetiarum è una delle fonti più antiche per la storia di Venezia. 

## Descrizione
I manoscritti più antichi conosciuti risalgono al XIII secolo, sebbene i suoi componenti siano antecedenti. Ha una notevole sovrapposizione con il Chronicon Gradense, che può essere una delle sue fonti.  Talvolta viene chiamato Chronicon Venetum, ma quel titolo viene utilizzato anche per il Chronicon Venetum et Gradense di Giovanni da Venezia (1008 circa).
Non è una vera cronaca, piuttosto una raccolta di documenti e leggende sull'emergere di Venezia e sull'origine dei veneziani. Ci sono anche elenchi di vescovi, papi, dogi e imperatori, nonché registri ecclesiastici e voci di cronaca. I manoscritti più importanti si trovano in Vaticano, a Venezia e a Dresda, ma i rapporti che fra loro intercorrono, e quelli con altri manoscritti, non sono chiari.
Rispetto al precedente Chronicon Venetum et Gradense, è "un racconto più riccamente articolato e soddisfacentemente dettagliato di una fondazione primitiva della città", riportando le sue origini a Orfeo e Troia e sostituendo la storia di un attacco dei Longobardi con un precedente attacco di Attila, raffigurante i veneziani come cristiani in fuga dai pagani. Queste leggende non hanno fondamento in alcun testo antico, e funzionano come un modo di costruire una "antichità spuria" come fondamento di "dignità civica".
Continua raccontando la storia dei cittadini di Altinum che si rifugiarono a Torcello, portando con loro le reliquie del loro vescovo, Sant'Eliodoro.